# Poésie 1
Poésie 1 est une revue de poésie française. Elle est fondées en juin 1969 par les éditions Saint-Germain-des-Prés, elles-mêmes crées les poètes Jean Orizet et Jean Breton, avec le frère de ce dernier, Michel. Se présentant comme un livre de poche de 128 pages, vendu au prix symbolique de 1 franc, elle est en partie financée grâce aux recettes générées par les espaces publicitaires. Elle est un des organes du courant de la « Poésie pour vivre. »
Au terme des dix-neuf ans de sa publication, entre juin 1969 et décembre 1987, elle publie à travers ces 136 numéros, 1 600 poètes, français et étrangers. Tirée à 20 000 exemplaires, ou plus, la revue compte huit mille abonnés.

## Sources
- Michel Breton, « L'aventure de Poésie 1 », Communication et langages, no 3,‎ 1969, p. 87-93 (DOI https://doi.org/10.3406/colan.1969.3754)
- Clément Dauphin, « Michel Breton », Les Hommes sans épaules, https://www.leshommessansepaules.com/auteur-Michel_BRETON-526-1-1-0-1.html, consulté le 19/06/2025.